# Acutocapillitium portoricense
Acutocapillitium portoricense är en svampart som beskrevs av P. Ponce de León 1976. Acutocapillitium portoricense ingår i släktet Acutocapillitium och familjen Agaricaceae.   Inga underarter finns listade i Catalogue of Life.